# Скот Иствуд
Скот Клинтон Ривс (енгл. Scott Clinton Reeves; Монтереј, Калифорнија, 21. март 1986), познатији као Скот Иствуд (енгл. Scott Eastwood), амерички је филмски и телевизијски глумац. Ванбрачни је син Клинта Иствуда.
Иствуд је рођен у Калифорнији 1986. године, а одрастао је на Хавајима. Његове филмске улоге укључују мање улоге у филмовима Заставе наших очева (2006), Понос (2007) и Invictus (2009). Недавно се појавио у филмовима Гран Торино (2008), Повратак у игру (2012), оба филмови Клинта Иствуда и хорор ребуту Тексашки масакр моторном тестером 3D (2013), онда Најдужа вожња (2015), Сноуден (2016), Паклене улице 8 (2017), Паклене улице 10 (2023).